# Cellule de lieu

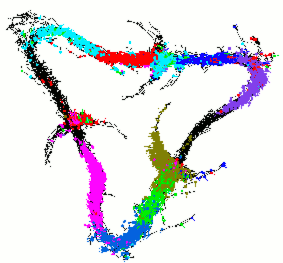
Distributions spatiales de l'activité neuronale de 7 cellules de lieux différentes enregistrées dans le champ CA1 de l'hippocampe d'un rat. Le rat a effectué plusieurs centaines de fois dans le sens des aiguilles d'une montre un parcours triangulaire, s'arrêtant pour des boulettes de nourritures données par l'expérimentateur. Chaque point noir indique la position de la tête du rat à un instant donné et les points de différentes couleurs correspondent aux potentiels d'action enregistrés dans chacun des 7 neurones. On voit ainsi que la cellule de lieu dont les potentiels d'actions sont codés en vert a un champ de lieu situé dans la partie inférieure droite du terrain.

Les cellules de lieu sont des neurones de l'hippocampe dont le champ récepteur (dit champ de lieu) est défini par une zone spatiale donnée sur une carte cognitive, qui est une carte mentale de l'environnement. Chaque cellule de lieu s'active donc quand l'animal se trouve dans le champ récepteur qui lui est associé. Les scientifiques pensent que les cellules de lieu travaillent collectivement et forment une représentation cognitive d'un emplacement spécifique dans l'espace. Les cellules de lieu interagissent avec d'autres types de neurones dans l'hippocampe et les régions voisines pour réaliser ce type de traitement spatial, mais la façon dont elles fonctionnent au sein de l'hippocampe est toujours l'objet de recherches. Les cellules de lieu s'activent quand un animal arrive à un endroit déterminé de son environnement. Des études sur les rats ont montré que les cellules de lieu ont tendance à s’activer rapidement quand un rat entre dans un nouvel environnement ouvert. En dehors des champs de tir, les cellules de lieu ont tendance à être relativement inactives. Pour une cellule de lieu donnée, il existe un certain nombre de champs de lieu correspondants. Ce nombre est proportionnel à l'étendue de l'environnement. Contrairement à d'autres zones du cerveau telles que cortex visuel, il n'y a pas topographie apparente dans la configuration des champs de lieu. Deux cellules de lieu voisines ne sont pas plus susceptibles d'avoir des champs de lieu voisins que deux cellules éloignées. Placées dans un nouvel environnement différent, environ la moitié des cellules de lieu se voit attribuer un nouveau champ de lieu correspondant à un nouvel emplacement sans rapport avec les anciens. Les modes d'activation des cellules de lieu sont déterminés par l'information sensorielle et l'environnement local. Les cellules de lieu ont la capacité de changer rapidement leur schéma d’activation. Ce phénomène est connu sous le nom « recartographie » et si les cellules de lieu peuvent changer en fonction de l'environnement extérieur, elles sont aussi stabilisées par la dynamique d'attraction qui « [permet] au système d’encaisser de petits changements de l'entrée sensorielle et de répondre collectivement et de manière cohérente aux changements plus importants ».

Bien que les cellules de lieu fassent partie d'un système cortical non sensoriel, leur activité est fortement corrélée aux signaux sensoriels.Ces circuits pourraient avoir des implications importantes pour la mémoire, car elles fournissent le contexte spatial des souvenirs et des expériences passées. Comme beaucoup d'autres parties du cerveau, les réseaux de cellules de lieu sont dynamiques. Ils se réajustent constamment et reconfigurent leurs connexions en fonction de l'emplacement actuel et de l'expérience du cerveau. Les cellules de lieu ne travaillent pas seules pour créer la représentation spatiale. Elles font partie d'un circuit complexe qui permet d’avoir conscience du lieu présent et des lieux mémorisés.

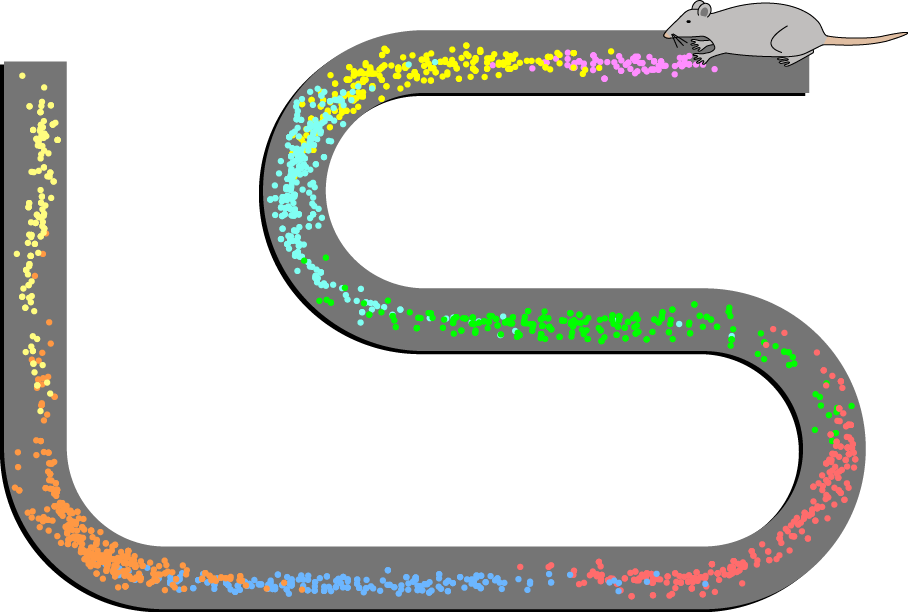
Modes de tir spatial de 8 cellules de lieu enregistrées à partir de la couche CA1 d'un rat. Le rat allait et venait le long d'une voie surélevée, s’arrêtant à chaque extrémité pour manger une petite récompense de nourriture. Les points indiquent les positions où les potentiels d'action ont été enregistrés, les couleurs indiquant quel neurone a émis le potentiel d'action.

D'un point de vue expérimental, on identifie souvent ces neurones par des enregistrements électrophysiologiques chez un animal qui parcourt un espace délimité : les cellules de lieu sont caractérisées par le fait que leur activité est maximale lorsque l'animal se trouve à un endroit précis du terrain. Ces cellules de lieu se distinguent d'autres types de neurones dont l'activité peut aussi être modulée par des éléments spatiaux (cellules de grille, cellules de bordures) ou liée à la locomotion (cellules de direction de la tête...). Dans les champs CA1 et CA3 de l'hippocampe, les neurones constituant les cellules de lieu sont supposés être principalement de type pyramidal tandis qu'au sein du gyrus denté il s'agit de neurones granulaires.
Les cellules de lieu ont d'abord été découvertes chez le rat en 1971. C'est sur la base d'observations empiriques que John O'Keefe et Lynn Nadel en sont venus à formuler l'hypothèse que la fonction primordiale de l'hippocampe était de constituer une carte cognitive de l'environnement dans lequel évolue l'animal. Par la suite, en 2003, des cellules de lieu ont aussi pu être identifiées chez l'humain en réalisant des enregistrements électrophysiologiques chez des patients implantés avec des électrodes dans l'hippocampe.
Le prix Nobel de physiologie ou médecine 2014 a été décerné à John O'Keefe pour la découverte des cellules de lieu, et à Edvard et May-Britt Moser pour la découverte des cellules de grille,.

## Contexte
Les cellules de lieu ont été découvertes dans le cerveau, et plus particulièrement dans l'hippocampe, par O'Keefe et Dostrovsky en 1971. Bien que l'hippocampe joue un rôle dans l'apprentissage et la mémoire, l'existence des cellules de lieu à l'intérieur de l'hippocampe démontre le rôle qu’il joue dans l'adaptation spatiale et sa représentation mentale. Des études ont montré que les rats présentant des lésions de l’hippocampe et des cellules de lieu localisées à l’intérieur avaient une activité des cellules de lieu plus élevée et une diminution des capacités à se repérer dans un environnement. Des études chez le rat montrent que les cellules de lieu sont très sensibles aux variations de l’environnement spatial. Par exemple, une étude réalisée par John O'Keefe et Lynn Nadel a permis de constater que les cellules de lieu s’activaient plus rapidement lorsque les rats parcouraient des endroits connus, lorsqu’un nouvel élément avait été ajouté ou lorsqu’un élément avait disparu.
Après qu’O’Keefe et Dostrovsky eurent découvert l'existence de cellules de lieu au sein de l'hippocampe en 1971, ils menèrent une étude de cinq ans avec des rats qui montra que les cellules de lieu s'activaient chaque fois que le rat était dans un lieu défini de l'environnement. Ce fut l'un des premiers indices suggérant que les cellules de lieu étaient liées à l'orientation spatiale. Ils découvrirent de surcroît que les cellules de lieu s’activaient dans différentes zones de l'hippocampe selon l'endroit où le rat se situait et qu’elles constituaient ensemble un réseau d’activation correspondant à l’environnement du rat (O'Keefe 1976 Wilson & McNaughton 1993). Lorsque les environnements étaient modifiés, les mêmes cellules de lieu associées à l’endroit modifié s'activaient, mais leurs relations et leur dynamique entre les champs de lieu changeaient (O'Keefe et Conway 1978). Cette étude conduit à considérer les cellules de lieu comme un moyen de navigation et de guidage dans l’environnement commun aux humains et aux animaux. Les cellules de lieu sont généralement observées à travers l’enregistrement de leurs potentiels d'action. Lorsque les humains ou les animaux naviguent dans de grands espaces, il y a une augmentation notable de la cadence d'activation des cellules de lieu chaque fois qu’un endroit précis a été atteint (Eichenbaum, Dudchencko bois, Shaprio et Tanila, 1999).
Un important débat a eu lieu quant à savoir si le signal de l'hippocampe des cellules de lieu se basait sur des points de repère dans l'environnement, sur les limites de cet environnement ou sur une combinaison des deux. De nombreuses études ont également cherché à déterminer si les cellules pyramidales de l'hippocampe (en particulier chez les rats) traitaient une information non spatiale en plus de l'information spatiale. Selon la théorie de la carte cognitive, le rôle principal de l'hippocampe chez le rat est de stocker l'information spatiale grâce aux cellules de lieu. L'hippocampe du rat est pensé être biologiquement conçu pour fournir une information spatiale au rat.
D’autres études ont été menées pour déterminer si l'hippocampe stocke des informations non spatiales. Ces recherches s’appuient sur la constatation que l’hippocampe possède une certaine flexibilité en ce qu'il peut réutiliser la mémoire acquise dans des circonstances et des schémas différents de celles au moment de l’apprentissage. Certains points de vue soutiennent également que l'hippocampe peut fonctionner indépendamment des repères spatiaux temporels. Les résultats de ces études n’ont pas fourni de données concluantes prouvant l’existence d’informations non spatiales dans l’hippocampe. Des essais menés sur des rats en leur faisant effectuer des tâches d'appariement en décalé tendent à invalider la théorie de la flexibilité de l’hippocampe. Cette tâche utilise la flexibilité en ce que le rat est d'abord confronté à une représentation visuelle comme un bloc puis après un délai, il se voit présenter à nouveau le bloc ainsi qu’un nouvel objet. Le rat doit choisir alors le nouvel objet pour obtenir une récompense. Cette expérience fait appel à la mémoire à court terme et son exécution exige une certaine souplesse mentale. Au cours de cette étude, l'activité de l'hippocampe n’augmentait pas significativement et des traumatismes induits dans l'hippocampe ne modifiaient pas les performances du rat.
Les cellules de lieu s’activent en même temps dans différents endroits souvent éloignés l’un de l’autre de l’hippocampe. Certains interprètent cette dispersion comme la marque de fonctions distinctes localisées dans des endroits différents. La représentation qu'un rat a de son environnement est construite par l’activation de groupes de cellules de lieu dispersées dans l'hippocampe. Il n’y a pas de preuves indiquant que chaque emplacement sert un but différent. Lors de l'enregistrement des champs d’activation de groupes de cellules de l'hippocampe dans un environnement ouvert, les champs d'activation se révèlent similaires, même lorsque le rat se déplace dans des directions différentes. On parle d’omnidirectionnalité. Cependant, lorsque des limitations sont placées dans l’environnement mentionné ci-dessus, les champs se révèlent directionnels et les cellules de lieu s’activent dans certaines directions seulement.
La même directionnalité se produit lorsque les rats sont mis dans un labyrinthe à bras radial. Le labyrinthe à bras radial consiste en un certain nombre de couloirs disposés de manière circulaire et reliés au centre du dispositif. Ces couloirs contiennent des aliments ou non. Il a été parfois envisagé que l’activation ou l’absence d’activation des cellules de lieu dans les couloirs pouvait être une fonction du comportement axé sur des objectifs (absence ou présence de nourriture par exemple). Cependant, lors du déplacement d'un bras à l'autre, alors que de la nourriture est présente aux deux emplacements, les cellules de lieu présentent la même directionnalité. Ce qui signifie que l'on ne peut attribuer l’activation à une origine purement non spatiale mais qu’une composante de la direction doit être prise en compte.
Lorsque des repères visuels dans l’environnement, tels que la ligne où le mur rencontre le sol, la hauteur du mur ou encore la largeur des parois sont disponibles pour le rat et lui permettent de discerner les distances et l'emplacement des murs, le rat intériorise ces informations externes pour enregistrer ses environs. Lorsqu’il n’y a pas de repères visuels disponibles, le rat enregistre l'emplacement du mur après être entré en collision avec celui-ci. Après la collision, les cellules de lieu évaluent la position du rat sur la base de la direction et de la vitesse de ses mouvements avec comme point de départ la collision qui a fourni des informations au rat sur sa position par rapport au mur au moment de la collision. Dans cette situation, l’activation des cellules de lieu est due à une information motrice.
On peut distinguer deux types de cellules de lieu : les premières sont des cellules de lieu simples uniquement corrélées à la localisation de l’individu. Les deuxièmes sont des cellules de lieu complexes qui augmentent leur taux d’activation lorsque le rat rencontre un objet ou fait une expérience particulière. D’autres cellules de lieu complexes s’activent lorsque le rat s’attend à voir ou expérimenter quelque chose et cela ne se produit pas ou quelque chose d’autre ou nouveau apparaît. Les cellules qui s'activent dans ces situations sont connues en tant que cellules d’égarement (en anglais misplace cells).
Les cellules de lieu qui semblent opérer uniquement sur la mémoire non spatiale semblent avoir malgré tout des composantes spatiales. De nombreuses expériences de traumatismes induits tentant d'infliger des déficits de la mémoire non spatiale dans l'hippocampe ont été infructueuses. Dans certains cas, les traumatismes induits ont réussi à infliger des déficits de la mémoire non spatiale mais dans ces cas particuliers d'autres structures à l’extérieur de l'hippocampe avaient été affectées par les traumatismes induits rendant toute conclusion impossible. En effet, les déficits de la mémoire non spatiale du rat auraient pu être sans rapport avec les cellules de lieu. Sur la base de toutes ces études et jusqu’à preuve du contraire, la théorie de la carte cognitive semble être la plus soutenue et les théories suggérant le traitement d’information non spatiale au sein de l’hippocampe sont invalidées.

Les cellules de lieu sont situées dans l'hippocampe, une structure cérébrale située dans le lobe temporal médian du cerveau.

## Fonction

### Champs de lieu
Les cellules de lieu s’activent lorsque le rat se situe dans une région spécifique désignée comme champ de lieu. Les champs de lieu sont à peu près analogues aux champs récepteurs des neurones sensoriels, en ce que la zone d’activation correspond à un ensemble d'informations sensorielles issues de l'environnement. Les champs de lieu sont considérés allocentriques plutôt que égocentriques, ce qui signifie qu'ils sont définis par rapport au monde extérieur plutôt qu’à l’individu. En se basant sur l'environnement plutôt que l'individu, les champs de lieu créent efficacement des cartes neurales de l'environnement.

### Stimuli sensoriels
Dans un premier temps, les scientifiques ont pensé que les cellules de lieu s’activaient en relation directe avec les entrées sensorielles simples mais de récentes études suggèrent que ce n’est peut-être pas le cas. Les champs de lieu ne sont généralement pas affectés par de grands changements sensoriels, comme la disparition d’un point de repère d'un environnement, mais répondent a contrario à des changements subtils, comme un changement de couleur ou de forme d'un objet. Ceci suggère que les cellules de lieu s’activent en réponse à des stimuli complexes plutôt qu’à des signaux sensoriels individuels simples. Selon le modèle connu sous le nom de modèle de différenciation fonctionnelle, l'information sensorielle est traitée dans différentes structures corticales en amont de l'hippocampe, avant d'atteindre effectivement la structure, de sorte que les informations communiquées aux cellules de lieu sont une compilation de différents stimuli.
L'information sensorielle reçue par les cellules de lieu peut être classée comme information métrique ou contextuelle, où l'information métrique donne l'endroit où les cellules de lieu devraient s’activer et l'information contextuelle correspond aux conditions d’activation dans un champ de lieu donné. L'information sensorielle métrique correspond à tous types d'entrée spatiale qui indiquent une distance entre deux points. Par exemple, les limites d'un environnement ou la distance entre deux points donnés de l’environnement pourraient signaler la taille du champ de lieu. Les signaux métriques peuvent être soit linéaires soit directionnels. Les entrées directionnelles fournissent des informations sur l'orientation d'un champ de lieu, tandis que les entrées linéaires forment une représentation cartographique de l’environnement. Les indices contextuels permettent aux champs de lieu de s’adapter à des changements mineurs de l'environnement, comme un changement de couleur ou de forme d’un objet. Les entrées métriques et contextuelles sont traitées conjointement dans le cortex entorhinal avant d'atteindre les cellules de lieu de l'hippocampe. Les stimuli visuo-spatiaux et olfactifs sont des exemples d'entrées sensorielles qui sont utilisés par les cellules de lieu. Ces types de signaux sensoriels peuvent inclure à la fois des informations métriques et contextuelles.

### Repères visuo-spatiaux
Les repères spatiaux tels que les limites géométriques ou des repères d'orientation sont des exemples importants d’information métrique. L’activité des cellules de lieu repose principalement sur des repères distaux (proche de l'extrémité des membres) plutôt que des indices proximaux (proche de la racine des membres). Le mouvement peut également être un repère spatial important. La capacité des cellules de lieu de prendre en compte de nouvelles informations du mouvement est appelé intégration de chemin. L’intégration de chemin est important pour garder la trace de l'auto-localisation pendant un déplacement dans l’environnement. L’intégration de chemin est largement facilitée par les cellules de grille, qui sont un autre type de neurones situés dans le cortex entorhinal et qui transmettent l'information aux cellules de lieu dans l'hippocampe. Les cellules de grille établissent une représentation en forme de grille de l’environnement, de sorte que pendant un mouvement les cellules de lieu peuvent tirer en fonction de leur nouvel emplacement tout en s’orientant selon la grille des cellules de grille. Les entrées sensorielles visuelles peuvent également fournir des informations contextuelles importantes. Le changement de couleur d'un objet spécifique peut affecter ou non l’activation d’une cellule de lieu dans un champ de lieu donné. En résumé, l'information sensorielle visuo-spatiale est essentielle pour la construction et la mémorisation des champs de lieu.

### Stimuli olfactifs
Bien que les cellules de lieu se fondent principalement sur l’information sensorielle visuo-spatiale, certaines études suggèrent que l'entrée olfactive peut également jouer un rôle dans la création et mémoire des champs de lieu,. Peu de données sont disponibles sur l'interaction entre les cellules de lieu et l’information sensorielle non-visuelle, mais des études ont montré que les stimulations sensorielles non-visuelles peuvent avoir un rôle complémentaire dans la formation des champs de lieu. Une étude de Save et al. a constaté que l'information olfactive peut être utilisée pour compenser une perte d'information visuelle. Dans cette étude, les champs de lieu de sujets exposés à un environnement sans lumière et sans signaux olfactifs étaient instables. La position du champ de lieu se déplaçait brusquement et certaines des cellules de lieu composant le champ de lieu cessaient complètement leur activité et n’émettaient plus de potentiel d’action. A contrario, les cellules et champs de lieu chez les sujets exposés à un environnement sans lumière mais en présence de signaux olfactifs restaient stables malgré l’absence de repères visuels. Une étude ultérieure menée par Zhang et al. a examiné comment l'hippocampe utilisait les signaux olfactifs pour créer et se remémorer des champs de lieu. Comme pour l’étude de Save et al., les chercheurs ont exposé des sujets à un environnement avec une série d'odeurs mais sans aucune information visuelle ou auditive. Les champs de lieu sont restés stables et s’adaptaient même aux rotations de la configuration des signaux olfactifs. En outre, les champs de lieu se reconfiguraient entièrement lorsque les odeurs avaient été déplacées au hasard. Ceci suggère que les cellules de lieu utilisent non seulement l'information olfactive pour générer des champs de lieu, mais qu’elles peuvent de surcroît utiliser l'information pour orienter les champs de lieu pendant le mouvement.

## La mémoire de l'hippocampe
L'hippocampe joue un rôle essentiel dans la mémoire épisodique. Un aspect important de la mémoire épisodique est le contexte spatial dans lequel un événement est survenu. Il a été démontré que les cellules de lieu de l'hippocampe présentent des modes d’activation stables même lorsque des repères constitutifs d'un emplacement sont absents. En outre, des champs de lieu définis s’activent lorsque l’individu est exposé à des signaux ou un sous-ensemble de signaux issus d'un emplacement précédent. Ceci suggère que les cellules de lieu fournissent le contexte spatial pour la mémoire en réactivant la représentation neuronale de l'environnement dans lequel la mémoire a eu lieu. En d'autres termes, les cellules de lieu amorcent la mémoire en différenciant le cadre spatial de l'événement. En établissant le contexte spatial, les cellules de lieu peuvent être utilisées pour compléter les schémas de la mémoire. Les cellules de lieu peuvent maintenir une représentation spatiale d'un emplacement présent tout en se rappelant le plan neuronal d'un emplacement différent. Les cellules différencient alors l'expérience actuelle et la mémoire passée. Les cellules de lieu possèdent donc à la fois la capacité de compléter et la capacité de distinguer les souvenirs.

### Capacité de compléter
La capacité de compléter la mémoire est la capacité de se rappeler une mémoire « entière » à partir d'un signal sensoriel partiel ou dégradé. Les cellules de lieu sont capables de maintenir un champ de tir stable même après que des signaux significatifs aient été retiré de l‘environnement, ce qui suggère que les cellules de lieu peuvent se rappeler un motif à partir d’une partie seulement de l'entrée d'origine. En outre, la capacité de compléter la mémoire peut être symétrique en ce qu'une mémoire peut être complètement récupérée depuis n’importe laquelle de ses parties. Par exemple, pour une mémoire association un objet et un lieu, le contexte spatial peut être utilisé pour se rappeler un objet et l'objet peut être utilisé pour se remémorer le contexte spatial.

### Capacité de séparation
La séparation des souvenirs est la capacité à différencier une mémoire à partir d'autres mémoires stockées. La séparation commence dans le gyrus denté, une section de l'hippocampe impliquée dans la formation de la mémoire et sa remémoration. Les cellules granulaires du gyrus denté traitent l'information sensorielle en utilisant un apprentissage compétitif, et transmettent une première représentation préliminaire pour former les champs de lieu. Les champs de lieu sont extrêmement spécifiques, car ils sont capables de modifier leurs connexions et d’'ajuster leurs taux d’activation en réponse aux changements des signaux sensoriels. Cette spécificité est essentielle pour la séparation des souvenirs.

### Réactivation, rediffusion etprédiffusion
Les cellules de lieu présentent souvent une activité en dehors de leurs champs de lieux. Ces réactivations interviennent à une échelle de temps beaucoup plus réduite que lors d’une expérience réelle et elles se produisent la plupart du temps dans le même ordre que celui initialement connu lors de l’expérience initiale, ou, plus rarement, dans le sens inverse. La rediffusion de souvenirs est considérée comme ayant un rôle fonctionnel dans la récupération de la mémoire et la consolidation des souvenirs. Il a également été démontré que la même séquence d'activité peut se produire avant l'expérience réelle. Ce phénomène, appelé prédiffusion, pourrait avoir un rôle dans l’anticipation et l'apprentissage.

## Anomalies

### Effets de l'éthanol
L'hippocampe et ses structures connexes utilisent les cellules de lieu pour construire une carte cognitive de l’environnement afin de guider et d'informer l’individu ,. Chez les rats, l'exposition chronique à l'éthanol provoque les mêmes résultats que des traumatismes de l’hippocampe. Ils forcent les individus à fonctionner en s’appuyant uniquement sur des repères de l’environnement, par exemple, visuels. La cadence de tir des cellules de lieu diminue considérablement après exposition à l'éthanol, provoquant une diminution de la sensibilité spatiale.
Des études ont montré que l'éthanol portait atteinte à la fois à la mémoire à long terme et à la mémoire de travail spatiale dans diverses tâches ,,. L’exposition à l'éthanol chronique entraîne des défaillances dans la réalisation de tâches d'apprentissage et de mémoire spatiales. Ces déficits persistent, même après de longues périodes de sevrage à l'éthanol, ce qui suggère des changements durables de la structure et du fonctionnement de l'hippocampe ainsi qu’une modification du connectome fonctionnel. Il n’est pas encore été établi si ces changements sont dus à une modification des cellules de lieu, un changement de la neurotransmission, de la neuroanatomie ou de l'expression des protéines dans l'hippocampe. Toutefois, la présence de déficiences lors de l’utilisation de composants non spatiaux tels que les repères visuels n’est pas démontré dans diverses tâches telles que le labyrinthe à bras radial ou le labyrinthe de Morris.
Bien que les effets des drogues addictives sur la mémoire spatiale aient été étudiés, il n'y a pas eu de recherche sur l’apparition d’une éventuelle tolérance à ces effets lors d'expositions chroniques à l'éthanol, en sus de la tolérance à l'éthanol.

### Effets des traumatismes du système vestibulaire
Les stimulations du système vestibulaire produisent des effets sur les cellules de lieu. Le système vestibulaire, qui fait partie de l'oreille interne, joue un rôle important dans la mémoire spatiale en observant l’auto-motion comme l'accélération. Des lésions bilatérales du système vestibulaire provoquent une activité anormale des cellules de lieu de l'hippocampe, ce qui se traduit par exemple par des difficultés à la réalisation des tâches spatiales déjà évoquées plus haut telles que le labyrinthe à bras radial ou le labyrinthe de Morris. Le dysfonctionnement de la mémoire spatiale à la suite d'un endommagement du système vestibulaire est durable et peut-être permanent, en particulier s'il y a des dommages bilatéraux. Par exemple, chez des patients souffrant de pertes de fonction vestibulaire chroniques, des déficits de la mémoire spatiale peuvent être observés 5 à 10 ans après la perte complète des labyrinthes vestibulaires bilatéraux.
En raison de la proximité des structures, des lésions vestibulaires entraînent souvent des dommages cochléaires (c’est-à-dire de l’oreille interne), qui à leur tour entraînent une déficience auditive. L’audition est également connue pour affecter le fonctionnement des cellules de lieu, et par conséquent, des déficits spatiaux pourraient être en partie dus à une atteinte de la cochlée. Toutefois, les animaux avec un tympan retiré chirurgicalement (causant habituellement une incapacité auditive) et avec des labyrinthes vestibulaires sains et normaux, présentent des résultats sensiblement meilleurs que les animaux possédant à l’inverse des tympans sains et normaux et des lésions des labyrinthes vestibulaires. Ces résultats suggèrent que les perturbations de l'audition ne sont pas la cause principale des déficits observés de la mémoire spatiale.

### Pathologies
Des dysfonctionnements de la mémoire spatiale et de la navigation sont considérés comme l'un des premiers symptômes de la maladie d'Alzheimer. Delpolyi et Rankin ont comparé treize patients atteints d’une forme peu avancée d'Alzheimer, vingt-et-un patients atteints d'insuffisance cognitive légère et vingt-quatre sujets au fonctionnement normal du cerveau par le biais d’une série de tâches liées à l’orientation spatiale. La première tâche de l’étude consistait à étudier la mémoire des itinéraires suivis par les individus et l'étude a révélé que les groupes atteints d'Alzheimer et d'insuffisance cognitive ne pouvaient pas trouver leur emplacement sur la carte, ou se rappeler l'ordre dans lequel ils avaient vu des repères positionnés le long de l’itinéraire. Les résultats montrent que seulement 10 % du groupe « contrôle » s’était perdu sur la route tandis que 50 % du groupe « non-contrôle » s’était perdu. L’étude a démontré que les différences dans la navigation spatiale entre la maladie d'Alzheimer et les patients atteints d'insuffisance cognitive indiquaient qu’un dysfonctionnement de l’activité des cellules de lieu et que des anomalies au sein de l'hippocampe pouvaient être un des indicateurs relatifs au début de l'apparition de la maladie. O'Keefe, qui est à l’origine de la découverte de l'existence des cellules de lieu, a déclaré que : « Nous soupçonnons qu’il est possible d’observer des signes de changements dans le fonctionnement des cellules avant que des symptômes comportementales n’apparaissent ».

### Vieillissement
Le fonctionnement des cellules de lieu se modifie avec l’âge. Des médicaments ciblant les mécanismes impliqués dans la synthèse des protéines neuronales augmentent l’activité des cellules de lieu pendant la sénescence. L’interprétation des codons d'acide ribonucléique messager (ARNm) en acides aminés se modifie lorsque les animaux vieillissent. Un facteur contribuant à la transcription, connu sous le nom Zif268 ARNm, diminue avec l'âge, affectant ainsi la consolidation de la mémoire. Cette forme d'ARNm diminue dans les deux régions CA1 et CA2 de l'hippocampe, ces niveaux réduits causant des déficits de l’apprentissage spatial.
Les performances de rats séniles dans le labyrinthe de Morris ne diffèrent pas de celles de jeunes rats lorsque les essais sont répétés dans un cours laps de temps. Toutefois, lorsque le temps qui s’est écoulé entre les essais augmente, les rats séniles présentent des déficits de mémoire spatiale que les jeunes rats ne présentent pas.
Les propriétés des champs de lieu sont similaires entre les rats jeunes et âgés dans la région de l'hippocampe CA1 : les taux caractéristiques d’activation et les caractéristiques des impulsions nerveuses (tels que l'amplitude et la largeur) sont similaires. Cependant, alors que la taille des champs de lieux dans la région hippocampique CA3 reste la même entre les rats jeunes et âgés, le taux d’activation moyen dans cette région est plus élevé chez les rats âgés. Les jeunes rats présentent une plasticité des champs de lieu. Quand ils se déplacent le long d'un chemin droit, les champs de lieu s’activent les uns après les autres. Lorsque les jeunes rats traversent plusieurs fois le même endroit, la connexion entre les champs de lieu est renforcée en raison de leur plasticité, causant une activation plus rapide des champs de lieu et une expansion du champ de lieu. Ce qui probablement aide les jeunes rats dans la mémoire et l'apprentissage spatial. A contrario, la plasticité et l’expansion du champ de lieu sont diminuées chez les rats âgés, ce qui pourrait réduire leur capacité d'apprentissage et leur mémoire spatiale.
Des études ont été menées pour tenter de restaurer la plasticité des champs de lieu chez des sujets âgés. Les récepteurs NMDA, qui sont des récepteurs du glutamate, présentent une baisse d'activité chez les sujets âgés. La mémantine, un antagoniste qui bloque les récepteurs NMDA, est connu pour améliorer la mémoire spatiale et a donc été utilisé dans une tentative de restauration de la plasticité des champs de lieu et les études ont montré que la mémantine permettait effectivement d’augmenter cette plasticité chez les sujets âgés de rat. Bien que la mémantine favorise le processus de codage de l'information spatiale chez les sujets âgés de rat, elle ne semble pas permettre d'aider à la récupération de cette information ultérieurement. Ainsi, les champs de lieu des souris âgées ne semblent pas être durables dans le temps comme ceux des jeunes souris. Lors de la présentation à des rats âgés d’un même environnement à plusieurs reprises, différents champs de lieu de la région de l'hippocampe CA1 s’activent, ce qui suggère qu'ils « recartographient » leur environnement chaque fois qu'ils y sont exposés. Dans la région CA1, il y a une dépendance accrue aux informations de l’auto observation du mouvement plutôt qu’aux informations visuelles contrairement aux jeunes rats, qui utilisent davantage sur les indices visuels. La région de l'hippocampe CA3 est affectée différemment par la diminution de la plasticité que la région CA1. La diminution de la plasticité chez les sujets âgés entraîne l’activation des mêmes champs de lieux dans la région CA3 pour des environnements similaires mais distincts. Quand, chez les jeunes rats, des champs de lieu différents s’activent car ils sont capables de discerner les différences subtiles qui différencient ces environnements.
Fait intéressant, l'augmentation de la neurogenèse des cellules de lieu de l'hippocampe chez l’adulte ne conduit pas nécessairement à une meilleure performance sur les tâches de mémoire spatiale. Tout comme trop peu de neurogenèse conduit à des déficits de mémoire spatiale. Les médicaments ambitionnant à améliorer le fonctionnement des cellules de lieu et l'augmentation du taux de neurogenèse de l'hippocampe doivent donc viser un juste équilibre.